# Grevillea adenotricha
Grevillea adenotricha är en tvåhjärtbladig växtart som beskrevs av Mcgill.. Grevillea adenotricha ingår i släktet Grevillea och familjen Proteaceae. Inga underarter finns listade i Catalogue of Life.